# Benjamin Verbič
Benjamin Verbič (Celje, 27 de noviembre de 1993) es un futbolista internacional esloveno que juega de delantero en el Levadiakos F. C. de la Superliga de Grecia.

## Selección nacional
Tras jugar con la selección de fútbol sub-19 de Eslovenia, la sub-20 y la sub-21, finalmente debutó con la selección absoluta el 30 de marzo de 2015. Lo hizo en un partido amistoso contra Catar que finalizó con un resultado de 1-0 a favor del combinado catarí tras el gol de Abdelkarim Hassan.

### Participaciones en Eurocopas
| Copa          | Sede     | Resultado        | Partidos | Goles |
| ------------- | -------- | ---------------- | -------- | ----- |
| Eurocopa 2024 | Alemania | Octavos de final | 3        | 0     |

### Goles internacionales
| # | Fecha                   | Estadio                                    | Oponente             | Gol | Resultado | Competición                                          |
| - | ----------------------- | ------------------------------------------ | -------------------- | --- | --------- | ---------------------------------------------------- |
| 1 | 11 de noviembre de 2016 | Estadio Nacional Ta' Qali, Ta' Qali, Malta | Malta                | 0-1 | 0-1       | Clasificación para la Copa Mundial de Fútbol de 2018 |
| 2 | 4 de septiembre de 2017 | Estadio Stožice, Liubliana, Eslovenia      | Lituania             | 3-0 | 4-0       | Clasificación para la Copa Mundial de Fútbol de 2018 |
| 3 | 16 de noviembre de 2018 | Estadio Stožice, Liubliana, Eslovenia      | Noruega              | 1-0 | 1-1       | Liga de Naciones de la UEFA 2018-19                  |
| 4 | 9 de septiembre de 2019 | Estadio Stožice, Liubliana, Eslovenia      | Israel               | 1-0 | 3-2       | Clasificación para la Eurocopa 2020                  |
| 5 | 9 de septiembre de 2019 | Estadio Stožice, Liubliana, Eslovenia      | Israel               | 3-2 | 3-2       | Clasificación para la Eurocopa 2020                  |
| 6 | 20 de noviembre de 2023 | Estadio Stožice, Liubliana, Eslovenia      | Kazajistán           | 2-1 | 2-1       | Clasificación para la Eurocopa 2024                  |
| 7 | 10 de junio de 2025     | Estadio Z'dežele, Celje, Eslovenia         | Bosnia y Herzegovina | 1-0 | 2-1       | Amistoso                                             |

## Clubes
| Club                       | País      | Año       | Partidos | Goles |
| -------------------------- | --------- | --------- | -------- | ----- |
| N. K. Celje                | Eslovenia | 2011-2012 | 20       | 3     |
| N. K. Šampion (cedido)     | Eslovenia | 2012      | 3        | 0     |
| N. K. Celje                | Eslovenia | 2012-2015 | 105      | 32    |
| F. C. Copenhague           | Dinamarca | 2015-2017 | 99       | 22    |
| F. C. Dinamo de Kiev       | Ucrania   | 2018-2022 | 119      | 37    |
| Legia de Varsovia (cedido) | Polonia   | 2022      | 8        | 0     |
| F. C. Dinamo de Kiev       | Ucrania   | 2022      | 2        | 0     |
| Panathinaikos F. C.        | Grecia    | 2022-2024 | 58       | 7     |
| Levadiakos F. C.           | Grecia    | 2025-     | 11       | 2     |

## Palmarés

### Campeonatos nacionales
| Título                  | Club                 | País      | Año  |
| ----------------------- | -------------------- | --------- | ---- |
| Copa de Dinamarca       | F. C. Copenhague     | Dinamarca | 2016 |
| Superliga de Dinamarca  | F. C. Copenhague     | Dinamarca | 2016 |
| Superliga de Dinamarca  | F. C. Copenhague     | Dinamarca | 2017 |
| Copa de Dinamarca       | F. C. Copenhague     | Dinamarca | 2017 |
| Supercopa de Ucrania    | F. C. Dinamo de Kiev | Ucrania   | 2018 |
| Supercopa de Ucrania    | F. C. Dinamo de Kiev | Ucrania   | 2019 |
| Copa de Ucrania         | F. C. Dinamo de Kiev | Ucrania   | 2020 |
| Supercopa de Ucrania    | F. C. Dinamo de Kiev | Ucrania   | 2020 |
| Liga Premier de Ucrania | F. C. Dinamo de Kiev | Ucrania   | 2021 |
| Copa de Ucrania         | F. C. Dinamo de Kiev | Ucrania   | 2021 |
| Copa de Grecia          | Panathinaikos F. C.  | Grecia    | 2024 |

### Distinciones individuales
| Distinción                                          | Año     |
| --------------------------------------------------- | ------- |
| Once ideal de la Primera Liga de Eslovenia          | 2014-15 |
| Mejor jugador de la Primera Liga de Eslovenia       | 2014-15 |
| Mejor jugador joven de la Primera Liga de Eslovenia | 2014-15 |